# Lista de picos do Paraná

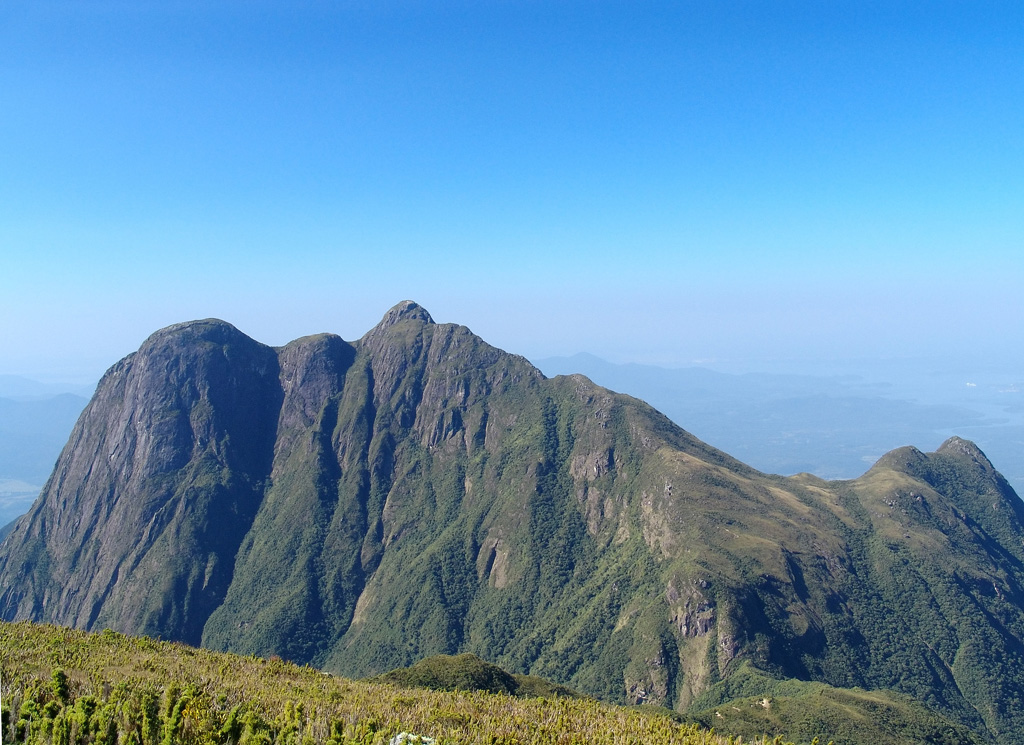
Pico Paraná, a montanha mais alta do sul do Brasil

Esta é uma lista dos picos do Paraná, por altitude.

## Considerações
A linha de divisa entre uma montanha com múltiplos cumes e outra montanha separada nem sempre é clara. Um modo intuitivo e popular de distinguir as montanhas independentes dos cumes subsidiários é aplicar a definição da proeminência topográfica. Uma consequência é que neste tipo de listagens são omitidos frequentemente os cumes subsidiários que se ligam a outros mais altos por tergos muito altos, e por isso são de baixa proeminência mas grande altitude. Tais cumes incluem-se na lista abaixo, mas não são numerados.
É altamente improvável que todas as altitudes dadas estejam correctas até à unidade (metro); de facto, problemas de definição do nível do mar colocam-se quando uma montanha é distante do mar. Diferentes fontes diferem muitas vezes em vários metros, e as altitudes indicadas abaixo podem ser diferentes das de outras páginas da Wikipédia. Estas discrepâncias servem para alertar para as eventuais imprecisões nas altitudes indicadas.

## Distribuição geográfica
| Ordem | Montanha             | Altitude (m) | Altitude (pés) | Colo (m) | Proeminência topográfica (m) | Cume pai      | Serra                 | Coordenadas                 | Primeira ascensão |
| ----- | -------------------- | ------------ | -------------- | -------- | ---------------------------- | ------------- | --------------------- | --------------------------- | ----------------- |
| 1     | Pico Paraná          | 1.877,392    | 6.158          | 735      | 1142                         | Pedra da Mina | Serra do Ibitiraquire | 25° 14' 59" S 48° 48' 47" O | 1941              |
| 2     | Pico Caratuva        | 1.860        | 6.102          | 1445     | 415                          | Pico Paraná   | Serra do Ibitiraquire | 25° 14' 26" S 48° 49' 41" O |                   |
| 3     | Pico Itapiroca       | 1.805        | 5.921          | 1675     | 130                          | Pico Caratuva | Serra do Ibitiraquire | 25° 14' 51" S 48° 50' 10" O |                   |
| 4     | Pico Ferraria        | 1.745        | 5.725          | 1415     | 330                          | Pico Paraná   | Serra do Ibitiraquire | 25° 13' 23" S 48° 49' 9" O  |                   |
| 5     | Pico Tucum           | 1.733        | 5.685          | 1495     | 238                          | Pico Caratuva | Serra do Ibitiraquire | 25° 15' 22" S 48° 51' 02" O |                   |
| 6     | Pico Capivari Grande | 1.676        |                |          |                              |               |                       | 25° 08' 12" S 48° 49' 18" O |                   |
| 7     | Araçatuba            | 1.673        | 5.489          | 855      | 818                          | Pico Paraná   | Serra de Araçatuba    | 25° 54' 8" S 48° 59' 38" O  |                   |
| 8     | Marumbi              | 1.539        | 5.049          | 1375     | 164                          | Serra do Leão | Serra do Marumbi      | 25° 27' 7" S 48° 55' 7" O   | 1879              |
| 9     | Torre da Prata       | 1.470        | 4.823          | 375      | 1095                         |               | Serra da Prata        | 25° 37' 37" S 48° 41' 18" O |                   |
| 10    | Anhangava            | 1.430        | 4.691          | 925      | 505                          | Serra do Leão | Serra da Baitaca      | 25° 23' 18" S 49° 0' 8" O   |                   |
| 11    | Pico Agudo           | 1.100        |                |          |                              |               |                       |                             |                   |